# جيم كوبياك
جيم كوبياك (بالإنجليزية: Jim Kubiak)‏ هو ضابط أمريكي، ولد في 12 مايو 1972 في Athol Springs, New York ‏ في الولايات المتحدة.